# Grupo-A

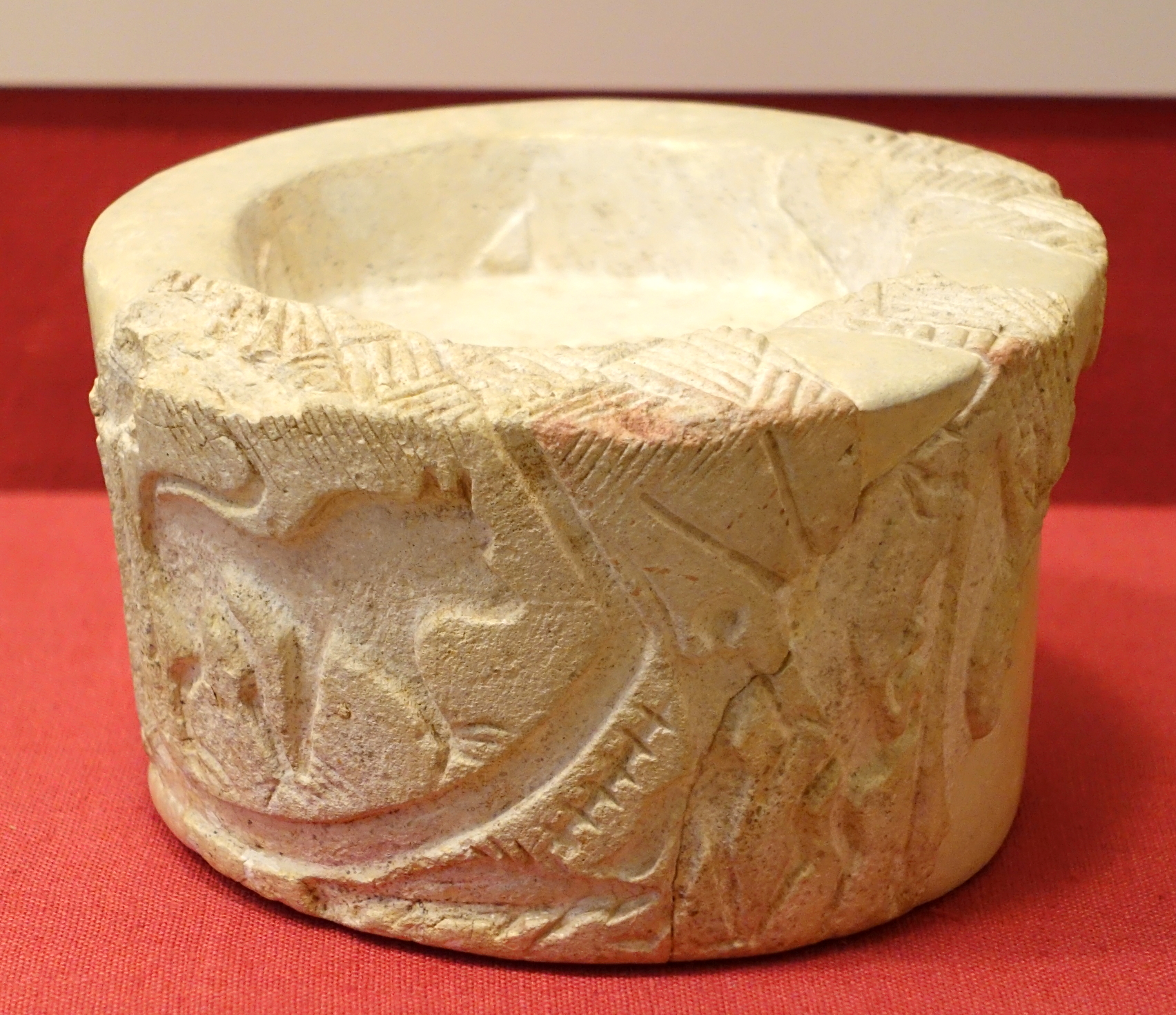
Exposición en el Museo del Instituto Oriental, Universidad de Chicago, Chicago, Illinois, EE. UU. Esta obra es lo suficientemente antigua como para ser de dominio público. Se permitía la fotografía en el museo sin restricciones.

La Cultura del Grupo-A fue una antigua civilización que prosperó entre la Primera y Segunda Cataratas del Nilo en Nubia. Su vida se alargó desde c. 3800 hasta c. 3100 a. C.

## Cultura del Grupo-B
En un primer momento, Reisner dio nombre el nombre de Grupo-B a una cultura, pero su teoría se volvió obsoleta cuando H.S. Smith demostró que el "Grupo-B" era una manifestación empobrecida de la cultura del Grupo-A.